# Cache Hill
Cache Hill är en kulle i Kanada.   Den ligger i provinsen British Columbia, i den centrala delen av landet, 3 900 km väster om huvudstaden Ottawa. Toppen på Cache Hill är 2 020 meter över havet, eller 138 meter över den omgivande terrängen. Bredden vid basen är 2,6 km. Cache Hill ingår i Spectrum Range.
Terrängen runt Cache Hill är varierad.Trakten runt Cache Hill är nära nog obefolkad, med mindre än två invånare per kvadratkilometer.. Det finns inga samhällen i närheten.
Trakten runt Cache Hill består i huvudsak av gräsmarker.